# Meenakshi Thapar
Meenakshi Thapar (Dehradun, 4 de octubre de 1984– Gorakhpur, 19 de abril de 2012) fue una cantante y actriz india de Bollywood.
Hizo su debut en la cinta de terror de 2011, 404.
En abril de 2012, durante la filmación de la película Heroine, que protagoniza Kareena Kapoor en el papel estelar, Thapar fue reportada como secuestrada por otro actor que tenía un papel menor en la película, Amit Jaiswal y su novia Preeti Surin, quienes habían escuchado hablar de la riqueza de su familia. El rescate estaba tasado en 1 500 000 rupias ($28 500 / £17 700 / €21 600). Según los informes, los secuestradores habrían amenazado constantemente a la madre. Si el rescate no era pagado, Thapar sería obligada a realizar películas con contenido pornográfico. Su madre sólo pagó 60 000 rupias ($1146,22 o £730). Fue estrangulada después en un hotel y brutalmente decapitada en Gorakhpur (Uttar Pradesh), al norte de la India. Su cuerpo fue presuntamente abandonado en un depósito de agua y la cabeza arrojada desde un autobús durante el trayecto a Bombay.